# جرانت يونج
جرانت يونج (بالإنجليزية: Grant Young)‏ (3 مارس 1971 بكيب تاون في جنوب أفريقيا - ) هو لاعب كرة قدم جنوب أفريقي في مركز الهجوم. شارك مع منتخب جنوب أفريقيا لكرة القدم. أما مع النوادي، فقد لعب مع نادي أوكلاند سيتي ونادي غينت وسنترال يونايتد ونادي هيلانك وEast Coast Bays AFC ‏ وForrest Hill Milford United AFC ‏.

## وصلات خارجية
- جرانت يونج على موقع الاتحاد الدولي (مؤرشف)  (الإنجليزية)
- جرانت يونج على موقع قاعدة بيانات كرة القدم.إي يو (الإنجليزية)